# 暗色刺尾鱼
暗色刺尾鱼又名后刺尾鲷（学名：Acanthurus mata）为輻鰭魚綱鱸形目刺尾魚亞目刺尾鱼科刺尾鱼属的鱼类，俗名倒吊、粗皮仔。

## 分布
本魚分布于印度太平洋區，包括東非、南非、紅海、阿拉伯海、葛摩、帛琉、塞席爾群島、馬爾地夫、斯里蘭卡、聖誕島、可可群島、中國、台湾、菲律賓、印尼、澳洲、庫克群島、斐濟、馬紹爾群島、密克羅尼西亞、新喀里多尼亞、馬里亞納群島、法屬波里尼西亞等。

## 深度
水深5至100公尺。

## 特徵
本魚體呈橢圓形而側扁。頭背部輪廓不特別凸出。口小，端位，上下頜各具一列扁平齒，齒固定不可動，齒緣具缺刻。魚身體褐色；頭部有條紋；各魚鰭也為褐色，能夠改變體色到灰藍色。在眼後面一個黃色的區域與2條黃色條紋延伸眼睛前。尾鰭上下葉具藍灰色邊緣，背鰭硬棘9枚；背鰭軟條24至26枚；臀鰭硬棘3枚；臀鰭軟條23至24枚，體長可達50公分。

## 生態
本魚棲息在珊瑚礁區或岩石底層，常成群活動，屬雜食性，以藻類及浮游動物等為食。

## 經濟利用
可做為食用魚或觀賞魚。

## 扩展阅读
維基物種上的相關：暗色刺尾鱼